# Justin Foley
Justin Foley (Simsbury, 1976) è un batterista statunitense, attuale componente del gruppo metalcore Killswitch Engage.
Egli è inoltre un membro attivo della band Blood Has Been Shed, assieme al cantante Howard Jones, ex voce dei Killswitch Engage. Foley ha dichiarato che i suoi spunti derivano da John Bonham, Neil Peart, Buddy Rich, Sean Reinert, e Charlie Benante.

## Biografia
Prima di suonare nei Blood Has Been Shed e Killswitch Engage, partecipò al "Connecticut thrash/jazz metal" con una band chiamata Red Tide. Questa è una band thrash metal che iniziò nel 1993 passando negli anni successivi al jazz metal. Con i Red Tide Foley pubblicò cinque demo e due CD. Nel 2002 la band si sciolse.
Foley studiò nella "Simsbury High School" nel Simsbury nel 1994. Imparò a suonare la batteria all'università del Connecticut, e ottenne un diploma sulla batteria da parte della "Hartt School of Music".
Foley entrò a far parte della band Killswitch Engage dopo l'addio alla band dell'ex batterista, Tom Gones, nell'ottobre 2003.

## Discografia

### Con i Blood Has Been Shed
- 2001 - Novella of Uriel (Ferret Records)
- 2003 - Spirals (Ferret Records)

### Con i Killswitch Engage
- 2004 - The End of Heartache (Roadrunner Records)
- 2006 - As Daylight Dies (Roadrunner Records)
- 2009 - Killswitch Engage (Roadrunner Records)
- 2013 - Disarm the Descent (Roadrunner Records)
- 2016 - Incarnate (Roadrunner Records)

### Con i Red Tide
- 1996 - Hybrid/Limited Production
- 1997 - Themes of the Cosmic Consciouness (autoprodotto)
- 2001 - Type 2 (Encrypted Records)